# Fabregas
|  | Per a altres significats, vegeu «Virginia Fábregas». |

Fabregas (oficialment en francès, Fabrègues) és un municipi occità del Llenguadoc, al departament de l'Erau (regió d'Occitània). L'any 2005 tenia 6.192 habitants.